# Our Precious Conversations
Our Precious Conversations (jap. 僕と君の大切な話 Boku to Kimi no Taisetsu na Hanashi) ist eine Shōjo-Manga-Serie von Mangaka Robico, die von 2015 bis 2019 in Japan erschien. Die romantische Komödie wurde in mehrere Sprachen übersetzt und erzählt vom langsamen Kennenlernen zweier verliebter Schüler.

## Inhalt
Die Oberschülerin Nozomi Aizawa ist schon eine Weile in ihren Mitschüler Shiro Azuma verliebt. Eines Tages nimmt sie ihren Mut zusammen und gesteht ihm an der Bahnstation ihre Liebe. Shiro lehnt sie nicht ab, willigt aber auch nicht in eine Beziehung ein, sondern erklärt ihr nur, dass Jungen den ersten Schritt in eine Beziehung machen sollten. Auf Nozomis Geständnis, ihm sogar Dinge gestohlen zu haben, um ihm nahe zu sein, reagiert Shiro wütend und sie gibt ihm alles zurück. Nachdem sie sich einige Zeit meiden, treffen sie wieder aufeinander, als Shiro das Mädchen vor einem Grabscher in der Bahn rettet. Sie kommen wieder ins Gespräch – vor allem darüber, wie eine Beziehung sein sollte. Von da an reden sie häufiger miteinander, lernen ihre verschiedenen Ansichten kennen und kommen sich so langsam näher.

## Veröffentlichung
Der Manga erschien zunächst von August 2015 bis Dezember 2019 im Magazin Dessert beim Verlag Kodansha. Dieser brachte die Kapitel später auch gesammelt in sieben Bänden heraus. Diese verkauften sich jeweils etwa 50.000 Mal in den ersten Wochen nach Veröffentlichung. 2020 gewann der Manga den Kōdansha-Manga-Preis in der Kategorie Shōjo.
Eine deutsche Übersetzung der Serie erschien von Mai 2021 bis Mai 2022 bei Kazé. Auf Englisch wird der Manga von Kodansha USA verlegt und wurde auch auf der Plattform Crunchyroll veröffentlicht. Eine spanische Fassung erschien bei Norma Editorial.